# Pescopagano
Pescopagano község (comune) Olaszország Basilicata régiójában, Potenza megyében.

## Fekvése
A település egy, az Ofanto folyó völgyére néző domb teterjére épült. Határai: Cairano, Calitri, Castelgrande, Castelnuovo di Conza, Conza della Campania, Laviano, Rapone, Sant’Andrea di Conza és Santomenna.

## Története
Pescopagano területét az ókorban a szamniszok lakták. 555-ben a gótok, majd a longobárdok foglalták el a vidéket. A  9-10. században az észak-afrikából érkező szaracénok foglalták el és egy erődöt építettek területén. Ebből az időszakból származik megnevezése is: Castrum Petrae Pagane (jelentése a pogány szikla erődje). A normann hódítások után hűbérbirtok lett. A 19. század elején, amikor a Nápolyi Királyságban felszámolták a feudalizmust, önálló község lett.

## Népessége
A népesség számának alakulása:

## Főbb látnivalói
- Torre dell’Orologio (a város egykori óratornya, ami a város egykori kapujának maradványa)
- Giano Bifronte szobra
- a 970-ben épített San Giovanni Battista-templom